# Почта (хутор)
Почта — хутор в Дубовском районе Волгоградской области, в составе Горноводяновского сельского поселения.
Население — 8 (2010)

## История
Дата основания не установлена. Хутор Почта значится в списке населённых пунктов Дубовского района по данным справочника «Районы и населенные пункты Сталинградского края» на 1 января 1936 года

## Общая физико-географическая характеристика
Хутор расположен в степной местности в пределах Приволжской возвышенности, относящейся к Восточно-Европейской равнине, на высоте около 100 метров над уровнем моря. Рельеф местности холмисто-равнинный. Почвы — каштановые. Почвообразующие породы — глины и суглинки.
Близ хутора проходит федеральная автодорога Р228 (Волгоград — Саратов). По автомобильным дорогам расстояние до областного центра города Волгограда составляет 74 км, до районного центра города Дубовка — 25 км, до административного центра сельского поселения села Горноводяное — 6,3 км.
Часовой пояс
Хутор Почта, как и вся Волгоградская область, находится в часовой зоне МСК (московское время). Смещение применяемого времени относительно UTC составляет +3:00.

## Население
Динамика численности населения
| 1987 |
| ---- |
| ≈10  |

| 2010 |
| ---- |
| 8    |